# Јосип Видмар
Јосип Видмар (Љубљана, 14. октобар 1895 — Љубљана, 11. април 1992) био је критичар, есејиста, драматург, академик, учесник Народноослободилачке борбе, друштвено-политички радник СФР Југославије и СР Словеније и јунак социјалистичког рада. Од априла 1945. до марта 1953. године обављао је функцију председника Президијума НР Словеније.

## Биографија
Јосип Видмар рођен је 14. октобра 1895. године у Љубљани. Након завршетка гимназије у родном граду, 1914. године уписао се на Високу техничку школу у Прагу, где је био мобилизован у Аустроугарску војску. Од 1915. до 1918. године налазио се у заробљеништву у Русији.
После рата студирао је у Бечу, Прагу, Паризу и Загребу, а дипломирао је у Љубљани. Године 1934. постао је драматург Народног казалишта у Љубљани, где је деловао до 1942. године. Тада је прешао у илегалност, јер је учествовао у организовању Друштва пријатеља Совјетског Савеза и био један од оснивача Освободилне фронте, основане 29. априла 1941. године у његовом стану.
Био је члан Извршног одбора Освободилне фронте, а од 14. јануара 1943. до 27. априла 1953. године његов председник. Као његов делегат, учествовао је на Другом заседању АВНОЈ-а, на којем је у име словеначке делегације предложио да се Јосипу Брозу Титу додели титула маршала Југославије.
19. фебруара 1944. године у Чрномљу је био изабран за председника Словеначког народноослободилачког већа (СНОВ), а 1945. године за председника Већа народа Народне скупштине ФНР Југославије, функција на којој је остао све до 1953. године. Од априла 1945. до марта 1953. године био је председник Президијума Народне скупштине Словеније и члан Президијума Савезне народне скупштине до 1952. године.
Осим политичких, обављао је и многе друштвене функције. Био је редовни професор за теорију драме на љубљанској Академији за игралско уметност од 1945. до 1950. године, од 1949. члан, а од 1950. до 1964. године директор Института за литературе при Словеначкој академији наука и уметности (сл. Slovenska akademija znanosti in umetnosti). Од 1952. до 1976. године био је председник САЗУ. Године 1966. изабран је за почасног доктора науке о књижевности Љубљанског универзитета.
Био је посланик у Републичкој и Савезној скупштини, радио је у Националном комитету за мир, Главном одбору Социјалистичког савеза радног народа Југославије и ССРН Словеније, те у Савезу комуниста Југославије (СКЈ). Вршио је одговорне функције и у Савезу књижевника Југославије и у Стеријином позорју.
Умро је 11. априла 1992. године у Љубљани.
Носилац је Партизанске споменице 1941, и других југословенских одликовања, међу којима су Орден јунака социјалистичког рада, Орден народног ослобођења, Орден заслуга за народа са златном звездом и Орден братства и јединства са златним венцем. Изабран је за почасног грађанина Новог Сада 1970.

## Књижевни рад
Јосип Видмар је још за време студија почео да се бави књижевношћу, књижевном историјом и и критиком. Сарађивао је у готово свим словеначким часописима, од којих су неки „Нови записки“, „Љубљански звон“, „Дом ин свет“ и „Модра птица“. Осим часописа „Трије лабоди“ 1922, од 1925. године покренуо је и готово сам испуњавао „Критику“ све до 1927. године.
Као драматург љубљанске „Драме“ писао је о позоришним и позоришно-књижевним проблемима. Видмарова предратна критичко-есејистичка активност била је окарактеризована рехабилитовањем критичке мисли, која је после Франа Левстика и Ивана Цанкара запала у кризу. У своме полемичком критиковању борио се против реакционарне католичке мисли, која је католички назор постављала изнад уметничких постулата и шибао „напредњаке“ (либерали, демократи), који су хтели да словенаштво утопе у југословенштини. Његово најзначајније дело, које се дотиче одбране словеначког идентитета за време Шестојануарске диктатуре је брошура „Културни проблеми словенаштва“, издана 1932. године.
Као позоришни критичар борио се против негативистичких и нихилистичких погледа на свет, писао је своје есеје и размишљања, која по својој идејној и естетичкој вредности представљају врхунац словеначке књижевности.